# 品田卓
品田 卓（しなだ すぐる、1961年4月30日 - ）は、日本の実業家。
テレビ大阪代表取締役社長。

## 経歴
千葉県出身。
早稲田大学高等学院を経て1985年（昭和60年）早稲田大学政治経済学部卒業、日本経済新聞社入社。2017年執行役員、2019年常務。2021年テレビ大阪専務。2022年6月、テレビ大阪代表取締役社長に就任。